# Північний білий носоріг
Північний білий носоріг  (Ceratotherium simum cottoni, іноді Ceratotherium cottoni) — підвид білого носорога, який знаходиться на межі зникнення. З грудня 2015 року залишалось у живих лише 3 представники цього підвиду. 19 березня 2018 року помер Судан — останній самець цього підвиду, залишились у живих лише дві самиці підвиду, що робить відтворення підвиду природним шляхом неможливим.

## Зовнішній вигляд

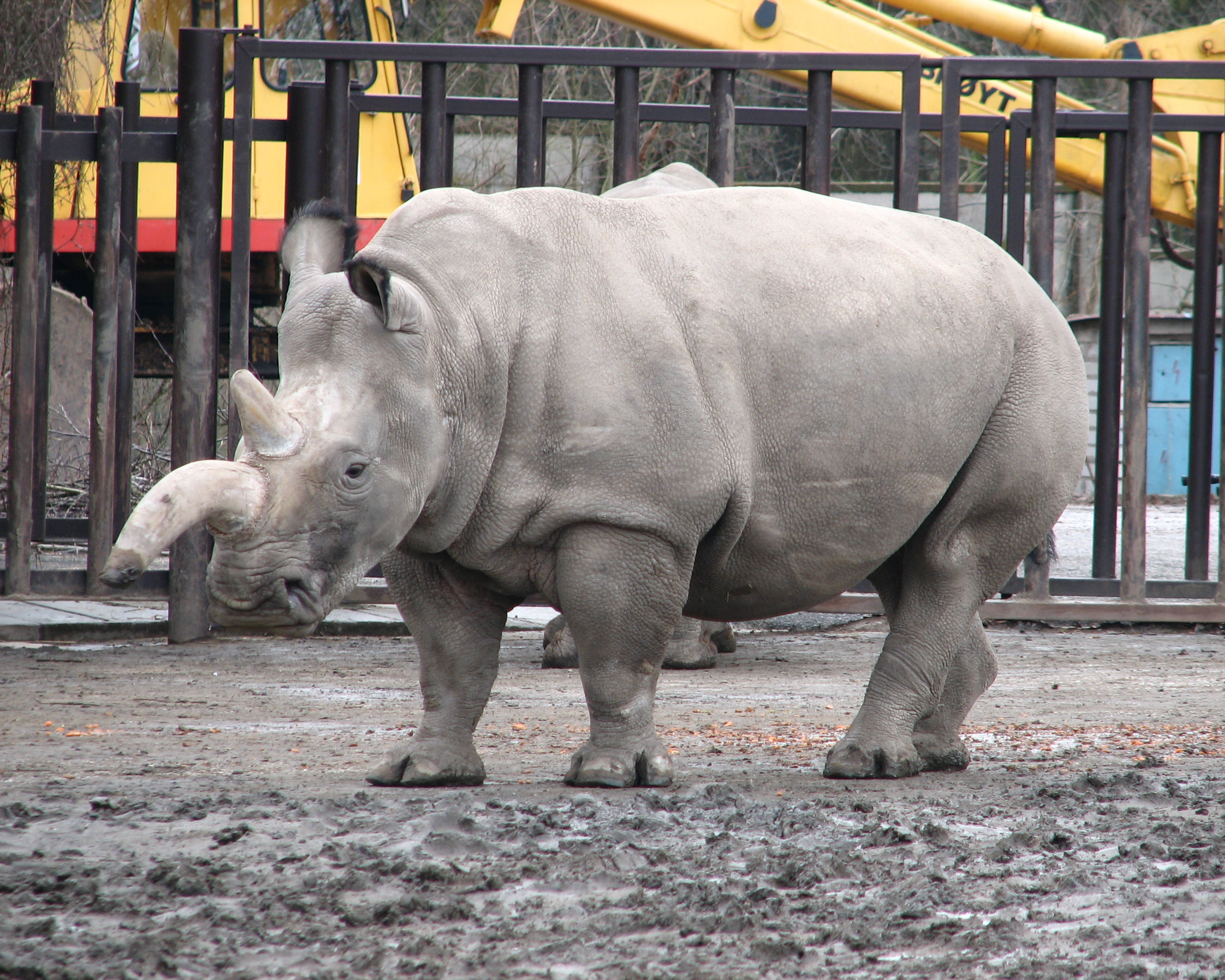
Північний білий носоріг із рогом, подібним до рогу ейніозавра, зоопарк Кралове Двур, Чехія.

Північний підвид білого носорога подібний до південного підвиду білого носорога. Колір шкіри темний, шиферно-сірий, але світліший на відміну від чорного носорога. Вага становить до 3 т, а іноді й 5 т, довжина тіла — 3,6-4 м, висота — 1,6-2 м. Тварина має два роги. Ріг у перетині основи має вигляд трапеції. Передній ріг довгий, а задній ріг часто майже не розвинутий. Основна функція переднього рогу — розсувати чагарники при ходьбі та харчуванні. У деяких представників підвиду ріг загинається вперед, у інших — незначно або більш виражено назад, що є спадковою рисою кожної конкретної особини. Відмінністю білого носорога від інших видів — широка плоска (трапецієподібна) верхня губа, добре пристосована до відкушування трави.
Вагітність у білих носорогів триває близько 16 місяців, після закінчення якої народжується одне дитинча. Самиці не розмножуються під час догляду за дитинчам. Наступна вагітність зазвичай настає за 2—3 роки. У природі північні білі носороги живуть самотньо або невеликими сімейними групами.

## Чисельність та загрози
Північний білий носоріг не має природних ворогів, окрім людей, які масово відловлювали носорогів для добування їх рогу. Відлов проводився завдяки повір'ям, що ріг носорогів має лікувальні властивості. Це призвело майже до повного винищення північних білих носорогів — станом на березень 2018 року в світі живуть лише 2 особини цього підвиду, й обидві є самками. У 2001 році у світі налічувалось 32 особи північних білих носорогів, частина яких жила в зоопарках. Шість особин підвиду жило в зоопарку Кралове Двур у Чехії. Частину особин підвиду перевезли до Африки, і науковці мали надію, що вони будуть там розмножуватися. На жаль, один із перевезених до Африки носорогів помер у 2014 році. Ще до цього у Чехії помер один із двох живих на той час носорогів. Остання самиця із тих, які залишились у Чехії, на ім'я Набіра, померла в 2015 році. У зоопарку в Сан-Дієго в США померли також дві особини підвиду — самець на ім'я Ангаліфу (в грудні 2014 року) та самка Нола (22 листопада 2015 року). Решта північних білих носорогів ретельно охороняються, проте існує мало шансів урятувати північних білих носорогів від повного вимирання.